# Тетанія вагітних
Тетані́я вагітних (лат. tetania gravidarum) — гестоз вагітних, що виявляється судомами м'язів обличчя («риб'ячий рот»), верхніх кінцівок («рука акушера») або нижніх кінцівок («нога балерини»).

## Патогенез
Причиною хвороби є випадання або зниження функції паращитовидних залоз під час вагітності, що призводить до порушення обміну кальцію.

## Лікування
Для лікування тетанії вагітних застосовуються паратиреоїдин, дигідротахістерол ; патогенетично виправдано застосування препаратів кальцію, вітаміну D, вітаміну E, риб'ячого жиру. Для нормалізації функції кори головного мозку та підкіркових структур використовуються електросонтерапія, електроанальгезія, легкі седативні препарати та психотерапія. Тяжкий перебіг хвороби є показанням до аборту.